# Maria Gall
Maria Gall (Maarssen, 28 november 1851 – Amsterdam, 16 augustus 1915),  geboren als Maria Alida Clasina Wenting, was de oprichtster en eigenaresse van de slijterijen die later tot de keten Gall & Gall zouden uitgroeien.

## Biografie
Gall werd geboren in 1851. Haar moeder, Clasina van den Toorn, was huisvrouw, haar vader, Jan Wenting, metselaar. Op 24-jarige leeftijd trouwde zij met Hermanus Johannes Theodorus Gall. Hermanus was op dat moment timmerman, maar zou later architect worden en enkele panden in Amsterdam bezitten. Haar beide ouders waren ten tijde van het huwelijk reeds overleden en zowel Gall als Hermanus woonden in 1876 in Baarn. Ze zouden later in Amsterdam wonen.
Op 5 augustus 1884 opende Gall haar eerste slijterij in een van Hermanus' panden aan de Ferdinand Bolstraat. Zij had hiervoor toestemming nodig van haar echtgenoot en ook de drankvergunning stond op zijn naam. De slijterij droeg de naam H.J.T. Gall, naar haar echtgenoot. Toen haar man in 1889 overleed, veranderde ze de naam van de slijterij naar Weduwe H.J.T. Gall. Waarschijnlijk was Hermanus al langer ziek en zocht Gall een manier om in haar levensonderhoud te voorzien als hij zou komen te overlijden. Andere weduwes hielden zich na het overlijden van hun echtgenoot ook bezig met het brouwen en verkopen van drank. Zo ging Weduwe Joustra haar in 1864 al voor.
In 1908 opende Gall een tweede slijterij aan de Amsterdamse Ceintuurbaan. Gall had zes kinderen - ze was zwanger en beviel van haar vierde kind kort na de opening van H.J.T. Gall - en de jongens hielpen mee in de winkel. In 1908 ging Gall met pensioen en droeg de winkels over aan haar zoons Herman Gall en Jan Gall. Ze overleed in 1915, waarna Herman en Jan Gall de naam van de winkel veranderden in Gall & Gall.

## Externe bron
- Foto's van de familie Gall, Maria Gall en de eerste winkels